# 二氟溴乙酸乙酯
二氟溴乙酸乙酯是一种有机化合物，化学式为C4H5BrF2O2。它可以二氟溴乙酸为原料，转化为酰氯后和乙醇反应制得。它和氢氧化钠在甲醇溶液中反应，可以得到二氟溴乙酸钠。在三乙胺存在下，它和苄胺在乙酸乙酯中回流反应，可以得到N-苄基二氟溴乙酰胺。